# Puccinia subnitens
Puccinia subnitens ist eine Ständerpilzart aus der Ordnung der Rostpilze (Pucciniales). Der Pilz ist ein Endoparasit von Asteriden und Nelkenartigen sowie der Süßgrasgattungen Distichlis und Monanthochloe. Symptome des Befalls durch die Art sind Rostflecken und Pusteln auf den Blattoberflächen der Wirtspflanzen. Sie ist in weiten Teilen Amerikas verbreitet.

## Merkmale

### Makroskopische Merkmale
Puccinia subnitens ist mit bloßem Auge nur anhand der auf der Oberfläche des Wirtes hervortretenden Sporenlager zu erkennen. Sie wachsen in Nestern, die als gelbliche bis braune Flecken und Pusteln auf den Blattoberflächen erscheinen.

### Mikroskopische Merkmale
Das Myzel von Puccinia subnitens wächst wie bei allen Puccinia-Arten interzellulär und bildet Saugfäden, die in das Speichergewebe des Wirtes wachsen. Die zylindrischen Aecien der Art besitzen 15–23 × 13–21 µm große, kugelige, farblos bis gelbliche Aeciosporen mit warziger Oberfläche. Die kompakten, gelbbraunen Uredien des Pilzes wachsen oberseitig auf den Wirtsblättern. Ihre goldbraunen Uredosporen sind 20–26 × 19–24 µm groß, kugelig bis breitellipsoid und warzig. Die blattoberseitig wachsenden Telien der Art sind schwarzbraun, kompakt und früh offenliegend. Sie wachsen in Reihen und fließen oft in bis zu 5 mm langen Strichen zusammen. Die kastanienbraunen Teliosporen sind zweizellig und 36–46 × 19–24 µm groß. Ihre Stiele sind farblos und bis zu 160 µm lang.

## Artabgrenzung
Sehr ähnlich ist Puccinia aristidae, besonders seine Uredosporen, der auf von  einigen Autoren als Synonym zu Puccinia subnitens angesehen wird. Cummins sieht de Art, die auf Aristida-Arten vorkommt, allerdings als eigenständige Art.

## Verbreitung
Das bekannte Verbreitungsgebiet von Puccinia subnitens erstreckt sich vom westlichen Südamerika bis ins kontinentale und küstennahe Nordamerika.

## Ökologie
Die Wirtspflanzen von Puccinia subnitens sind für den Haplonten Asteriden und Nelkenartige sowie Monanthochloe littoralis und verschiedene Distichlis-Arten für den Dikaryonten. Der Pilz ernährt sich von den im Speichergewebe der Pflanzen vorhandenen Nährstoffen, seine Sporenlager brechen später durch die Blattoberfläche und setzen Sporen frei. Die Art verfügt über einen Entwicklungszyklus mit Telien, Uredien, Aecien und Spermogonien und macht einen Wirtswechsel durch.